# Ralph Breaks the Internet (trilha sonora)
Ralph Breaks the Internet (Original Motion Picture Soundtrack) é a trilha sonora do filme de animação de 2018 da Disney, Ralph Breaks the Internet. Composta pelo compositor do primeiro filme, Henry Jackman, a trilha sonora foi lançada digitalmente pela Walt Disney Records em 16 de novembro de 2018 e lançada em formato físico em 30 de novembro de 2018.

## Lista de faixas
| Ralph Breaks the Internet – CD | |                                                               |                             |         |  |
| N.º                            | Título | Compositor(es)                                                | Intérprete(s)               | Duração |  |
| 1.                             | "Zero" | Dan Reynolds Wayne Sermon Ben McKee Daniel Platzman John Hill | Imagine Dragons             | 3:30    |  |
| 2.                             | "A Place Called Slaughter Race" | Alan Menken (música) Phil Johnston & Tom MacDougall (letras)  | Sarah Silverman & Gal Gadot | 3:28    |  |
| 3.                             | "In This Place" | Menken (música) Johnston & MacDougall (letras)                | Julia Michaels              | 3:21    |  |
| 4.                             | "Best Friends" |                                                               |                             | 2:53    |  |
| 5.                             | "Circuit Breaker" |                                                               |                             | 2:22    |  |
| 6.                             | "Pulling the Plug" |                                                               |                             | 1:14    |  |
| 7.                             | "On the Rooftop" |                                                               |                             | 1:04    |  |
| 8.                             | "The Big Idea" |                                                               |                             | 1:15    |  |
| 9.                             | "The Internet" |                                                               |                             | 2:47    |  |
| 10.                            | "KnowsMore & Spamley" |                                                               |                             | 1:18    |  |
| 11.                            | "Site Seeing" |                                                               |                             | 1:30    |  |
| 12.                            | "Check Out Fiasco" |                                                               |                             | 1:33    |  |
| 13.                            | "Get Rich Quick" |                                                               |                             | 1:43    |  |
| 14.                            | "Shank" |                                                               |                             | 3:03    |  |
| 15.                            | "Hanging Out" |                                                               |                             | 1:03    |  |
| 16.                            | "BuzzzTube" |                                                               |                             | 1:42    |  |
| 17.                            | "Overnight Sensation" |                                                               |                             | 2:52    |  |
| 18.                            | "Separate Ways" |                                                               |                             | 1:04    |  |
| 19.                            | "Vanellope's March" (citações de "The Imperial March" e "Star Wars Main Title" de John Williams) |                                                               |                             | 0:46    |  |
| 20.                            | "Desperate Measures" |                                                               |                             | 1:20    |  |
| 21.                            | "Don't Read the Comments" |                                                               |                             | 1:49    |  |
| 22.                            | "Growing Pains" |                                                               |                             | 1:35    |  |
| 23.                            | "Double Dan" |                                                               |                             | 3:36    |  |
| 24.                            | "Scanning for Insecurities" |                                                               |                             | 1:54    |  |
| 25.                            | "Breaking Up" |                                                               |                             | 2:46    |  |
| 26.                            | "Replicate-It Ralph" |                                                               |                             | 1:20    |  |
| 27.                            | "Operation Pied Piper" |                                                               |                             | 2:38    |  |
| 28.                            | "Kling Kong" |                                                               |                             | 3:39    |  |
| 29.                            | "The True Meaning of Friendship" |                                                               |                             | 2:16    |  |
| 30.                            | "A Big Strong Man in Need of Rescuing" (inclui músicas de Moana, A Pequena Sereia, Frozen, Brave (filme), Mulan, Pocahontas and The Princess and the Frog de Lin-Manuel Miranda, Menken, Christophe Beck, Patrick Doyle, Jerry Goldsmith, Menken & Randy Newman.) |                                                               |                             | 1:55    |  |
| 31.                            | "Letting Go" |                                                               |                             | 1:49    |  |
| 32.                            | "Comfort Zone" |                                                               |                             | 1:32    |  |
| 33.                            | "Worlds Apart" |                                                               |                             | 1:22    |  |
| Duração total:                 | Duração total: | Duração total:                                                | Duração total:              | 1:25:20 |  |

| Ralph Breaks the Internet – Faixas bônus da edição digital |                                                |                                                |         |  |
| N.º                                                        | Título                                         | Compositor(es)                                 | Duração |  |
| 34.                                                        | "A Place Called Slaughter Race (instrumental)" | Menken (música) Johnston & MacDougall (letras) | 3:28    |  |
| 35.                                                        | "In This Place (instrumental)"                 | Menken (música) Johnston & MacDougall (letras) | 3:21    |  |

## Edição brasileira
Wifi Ralph (Trilha Sonora Original) é a versão brasileira para a trilha sonora de WiFi Ralph, lançada digitalmente em 16 de novembro de 2018 pela Walt Disney Records. Nessa edição, foi incluída uma versão brasileira de "In This Place", chamada de "Esse é o Lugar", interpretada por Luísa Sonza. Além disso, a faixa "Don't Read the Comments" foi removida dessa edição.
| Lista de faixas | | |                             |         |  |
| N.º             | Título | Compositor(es) | Intérprete(s)               | Duração |  |
| 1.              | "Zero" | Dan Reynolds Wayne Sermon Ben McKee Daniel Platzman John Hill                                                              | Imagine Dragons             | 3:32    |  |
| 2.              | "A Place Called Slaughter Race" | Alan Menken (música) Phil Johnston & Tom MacDougall (letras)                                                               | Sarah Silverman & Gal Gadot | 3:28    |  |
| 3.              | "In This Place" | Menken (música) Johnston & MacDougall (letras)                                                                             | Julia Michaels              | 3:21    |  |
| 4.              | "Esse é o Lugar" | Menken (música) Johnston & MacDougall (letras) Nandu Valverde & Mariana Elisabetsky (adaptação) Ana Lima (direção musical) | Luísa Sonza                 | 3:21    |  |
| 5.              | "Best Friends" | |                             | 2:53    |  |
| 6.              | "Circuit Breaker" | |                             | 2:22    |  |
| 7.              | "Pulling the Plug" | |                             | 1:14    |  |
| 8.              | "On the Rooftop" | |                             | 1:04    |  |
| 9.              | "The Big Idea" | |                             | 1:15    |  |
| 10.             | "The Internet" | |                             | 2:47    |  |
| 11.             | "KnowsMore & Spamley" | |                             | 1:18    |  |
| 12.             | "Site Seeing" | |                             | 1:30    |  |
| 13.             | "Check Out Fiasco" | |                             | 1:33    |  |
| 14.             | "Get Rich Quick" | |                             | 1:43    |  |
| 15.             | "Shank" | |                             | 3:03    |  |
| 16.             | "Hanging Out" | |                             | 1:03    |  |
| 17.             | "BuzzzTube" | |                             | 1:42    |  |
| 18.             | "Overnight Sensation" | |                             | 2:52    |  |
| 19.             | "Separate Ways" | |                             | 1:04    |  |
| 20.             | "Vanellope's March" (citações de "The Imperial March" e "Star Wars Main Title" de John Williams) | |                             | 0:46    |  |
| 21.             | "Desperate Measures" | |                             | 1:20    |  |
| 22.             | "Growing Pains" | |                             | 1:35    |  |
| 23.             | "Double Dan" | |                             | 3:36    |  |
| 24.             | "Scanning for Insecurities" | |                             | 1:54    |  |
| 25.             | "Breaking Up" | |                             | 2:46    |  |
| 26.             | "Replicate-It Ralph" | |                             | 1:20    |  |
| 27.             | "Operation Pied Piper" | |                             | 2:38    |  |
| 28.             | "Kling Kong" | |                             | 3:39    |  |
| 29.             | "The True Meaning of Friendship" | |                             | 2:16    |  |
| 30.             | "A Big Strong Man in Need of Rescuing" (inclui músicas de Moana, A Pequena Sereia, Frozen, Brave (filme), Mulan, Pocahontas, and The Princess and the Frog de Lin-Manuel Miranda, Menken, Christophe Beck, Patrick Doyle, Jerry Goldsmith, Menken & Randy Newman.) | |                             | 1:55    |  |
| 31.             | "Letting Go" | |                             | 1:49    |  |
| 32.             | "Comfort Zone" | |                             | 1:32    |  |
| 33.             | "Worlds Apart" | |                             | 1:22    |  |
| 34.             | "A Place Called Slaughter Race (instrumental)" | Menken (música) Johnston & MacDougall (letras)                                                                             |                             | 3:28    |  |
| 35.             | "In this Place (instrumental)" | Menken (música) Johnston & MacDougall (letras)                                                                             |                             | 3:21    |  |